# ドミニカ・パレタ
ドミニカ・パレタ（Dominika Paleta、1987年10月23日 - ）は、ポーランド・クラクフ生まれのメキシコの女優。

## 略歴
父親はミュージシャン。

## フィルモグラフィー
- El Alma Herida (series) (2003)
- La Intrusa (series) (2001)